# Potterne
Potterne è un villaggio e una parrocchia civile della contea del Wiltshire che si trova a circa 2 miglia a sud dal centro della città Devizes nel Sud Ovest dell'Inghilterra, Regno Unito.

## Geografia

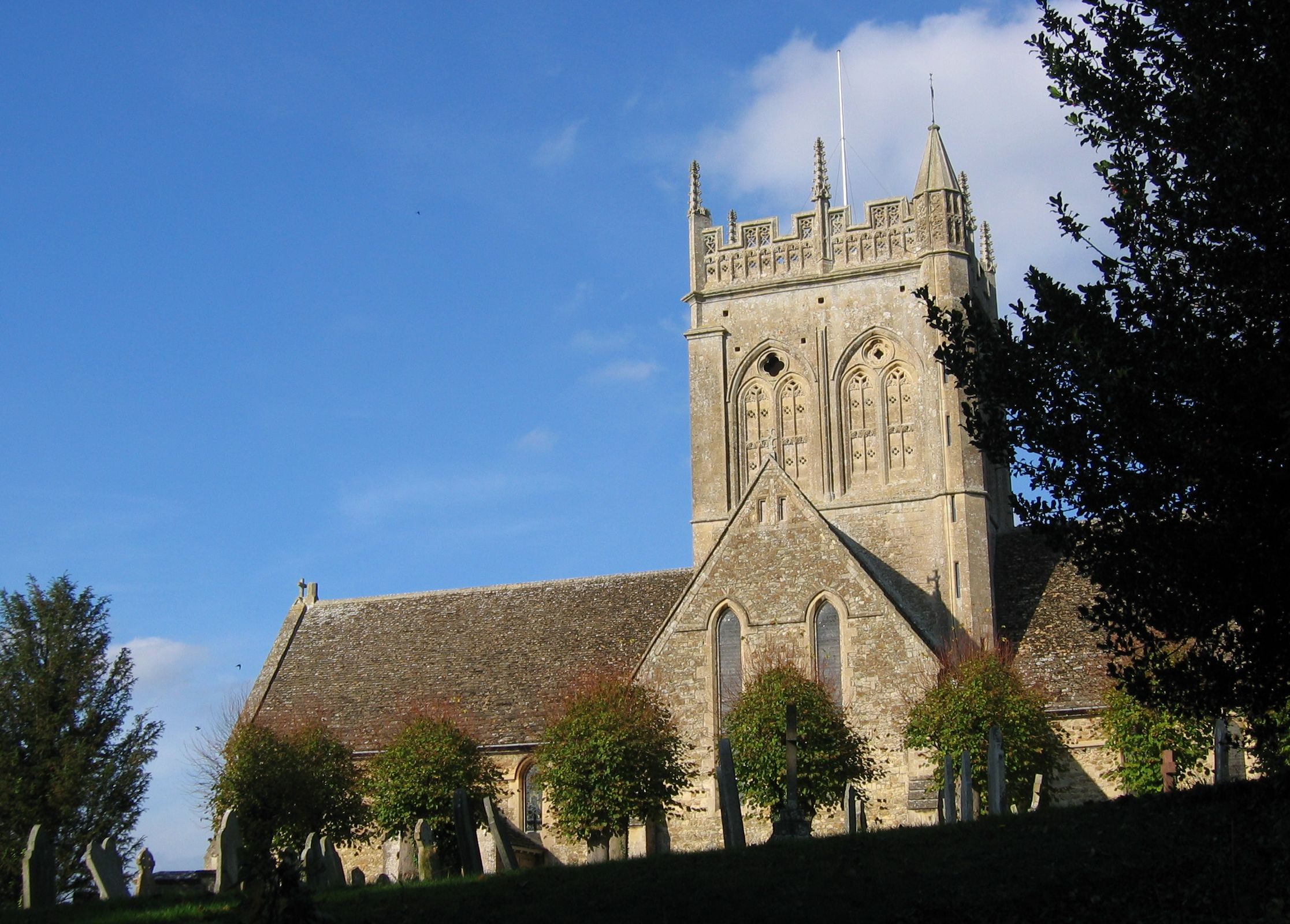
Chiesa di Santa Maria

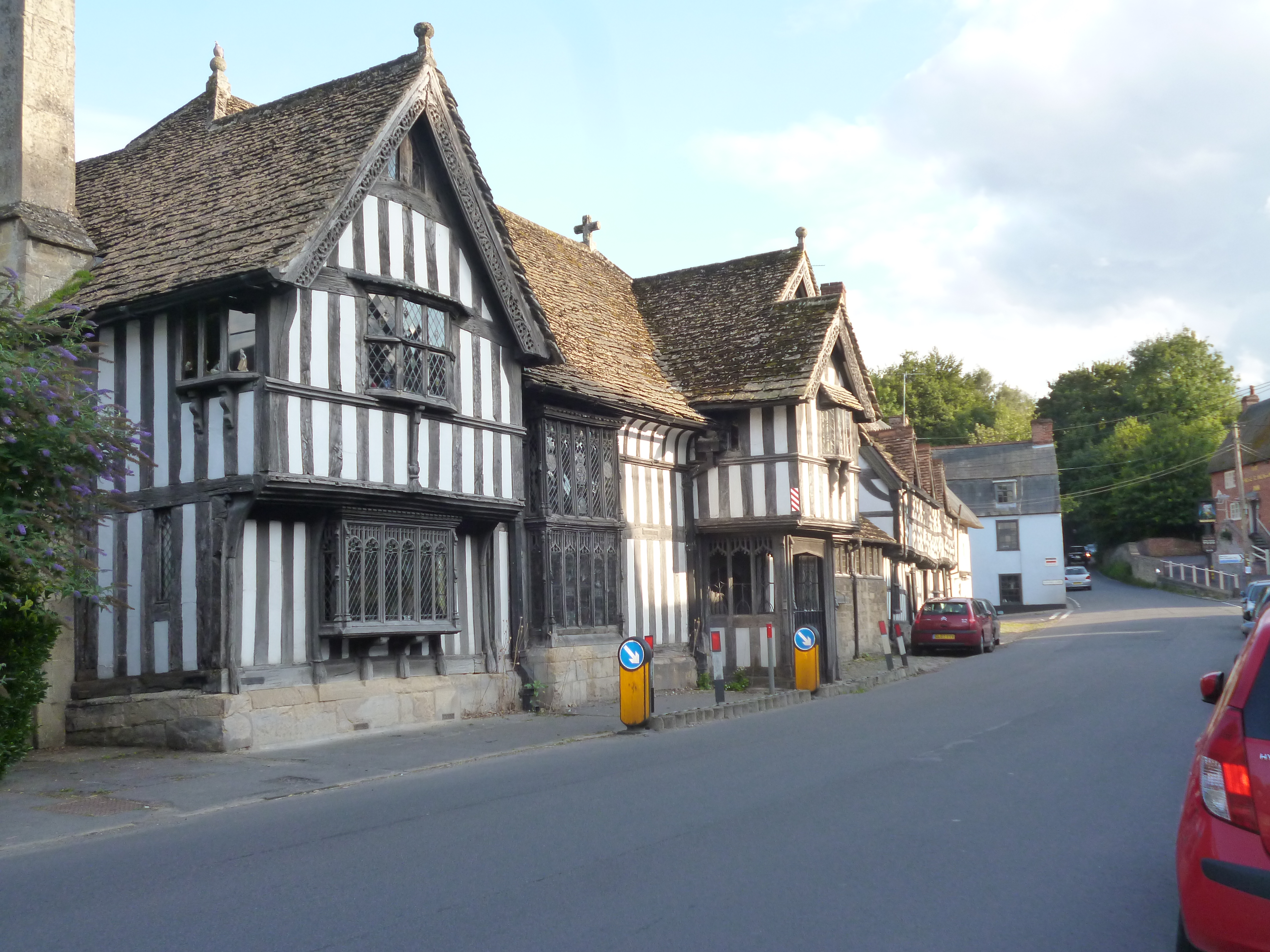
Porch House

Il territorio di Potterne è caratterizzato da terreno che poggia su formazioni geologiche di sabbie verdi tra le scarpate calcaree dei Marlborough Downs e della Salisbury Plain. Si trova in parte sul margine orientale degli Oxford e Kimmeridge Clays del Wilts settentrionale e centro-occidentale. L'altezza del terreno all'interno della parrocchia varia tra 200 e 350 piedi. La parrocchia civile è attraversata da due corsi d'acqua, uno a nord, che scorre verso est, l'altro a sud del villaggio, che scorre verso sud e poi verso est. L'abitato di Potterne si trova a 2 miglia da Devizes sulla strada principale per Salisbury ed è collegato da strade secondarie a Worton e a Urchfont. Il piccolo sobborgo di Potterne Wick si trova a mezzo miglio a sud del villaggio. Il ruscello Bulkington nasce a West Lavington, scorre verso nord-ovest attraverso Worton e Marston e costituisce il confine tra di loro per parte della sua lunghezza. Il villaggio di Worton si trova sulla strada da Melksham a West Lavington. Quello di Marston è a poche centinaia di metri a sud. Le strade collegano i due villaggi con Bulkington a ovest e Erlestoke e East Coulston a sud.

## Storia
L'antica parrocchia di Potterne era composta dalle decime di Potterne, Worton e Marston. All'inizio del XIX secolo Worton e Marston mantenevano separatamente i propri poveri e nominavano sorveglianti. Sembra che almeno dal 1828 il governo di ciascuna fosse portato avanti tramite una riunione separata della sagrestia. Con l'ordinanza del Consiglio del 1852 la cappella distrettuale di Worton, comprendente le decime di Worton e Marston, fu formata dalla parrocchia ecclesiastica di Potterne in una nuova parrocchia ecclesiastica. Worton e Marston continuarono ad aiutare i propri poveri separatamente e a essere governate da sagrestie separate. Erano di fatto parrocchie civili. Una piccola parte della parrocchia di Potterne fu trasferita alla parrocchia di Worton per ordine del Local Government Board nel 1883. In base al Local Government Act del 1894, la parrocchia civile di Worton fu posta sotto il governo di un consiglio parrocchiale e la parrocchia civile di Marston sotto quello di un'assemblea parrocchiale. In base al Wiltshire County Review Order del 1934, piccole parti della parrocchia di Potterne furono trasferite al borgo di Devizes e alla parrocchia di Worton. Potterne era all'estremità della zona industriale del Wiltshire e ci sono riferimenti a un certo numero di lavoratori tessili che vivevano nella parrocchia nel XVI e all'inizio del XVII secolo. Nel 1612 fu presentata una petizione alle Quarter Sessions per la regolamentazione dei "tassi" nel Wilts occidentale. Gli anni dal 1643 al 1675 furono importantinella storia di Potterne. Nel 1643 il generale parlamentare Sir William Waller fu sconfitto dai realisti a Roundway Down, a sole 4 miglia da Potterne. Potrebbe aver alloggiato le sue truppe a Potterne, ed è certo che portò via le provviste dal villaggio. Ci fu una epidemia di peste a Potterne e Marston nel 1644. La guerra toccò di nuovo Potterne nel 1645, quando Cromwell e Waller acquartierarono lì le loro truppe durante la campagna contro il colonnello Long. L'effetto della guerra civile sulla parrocchia è dimostrato da una petizione degli abitanti ai giudici delle Quarter Sessions nel 1647. Questi si lamentavano della disoccupazione cronica e delle difficoltà per i poveri perché la terra non veniva coltivata e poveri avevano perso il beneficio di spigolare il grano nel periodo del raccolto, che in precedenza aveva dato loro molto conforto, e i signori avevano smesso di occuparsi dell'economia locale. Nel XIX secolo Potterne divenne tristemente nota per il teppismo che vi si diffuse. Nel 1832 un assistente commissario per la legge sui poveri osservò che qualche anno prima il vescovo di Salisbury, in qualità di signore del feudo, aveva affidato la terra incolta della parrocchia a un comitato per l'uso dei poveri. La condizione era che nessun uomo a cui fosse stato assegnato mezzo acro avrebbe potuto avanzare pretese sulla parrocchia ma l'iniziativa fallì. Gli abitanti di Potterne che non erano impiegati nell'agricoltura lavoravano a Devizes o in una fornace dove erano impiegate molte donne.

## Monumenti e luoghi d'interesse
Nel territorio di Potterne sono presenti vari luoghi e monumenti d'interesse, tra questi:
- Chiesa di Santa Maria. Si tratta di una chiesa parrocchiale anglicana risalente al XIII secolo. La chiesa appartiene alla diocesi di Salisbury e dal 19 marzo 1962 è considerata un monumento classificato di prima categoria.[5][6]
- Porch House. Si trova nella strada principale di Potterne ed è uno degli edifici domestici più piccoli del Wiltshire. È una casa a graticcio dei primi del XVI secolo su un basamento in bugnato ed è composta da una sala centrale, ali a due piani con timpano e un portico a due piani che si apre sul passaggio della sala. Nella stanza superiore dell'ala nord c'è un piccolo foro rotondo, di scopo incerto, attraverso una delle travi verticali. Una finestra in questa stanza si affaccia sulla sala. La finestra a bovindo della sala è vetrata con pezzi di vetro colorato, senza dubbio frutto dello zelo di qualche collezionista. Verso la fine del XVII secolo fu aggiunto un grande camino centrale di quercia e canniccio, che ostruiva in parte la sala. Il proprietario originario della casa non è noto. Si dice che la casa sia stata utilizzata in successione come birreria, panetteria e locanda. Alcuni anni prima del 1869 la casa era stata modificata per consentirne la divisione in quattro o cinque cottage. Una targa sulla facciata riporta la scritta "riparata nel 1847" e questa era probabilmente la data delle modifiche che includevano il taglio di nuove porte e finestre, il bloccaggio di altre finestre e della facciata del portico, l'inserimento di scale, l'intonaco del tetto in legno aperto e la rimozione di parte dei pendenti e dei trafori che si estendevano dal tetto fino a due o tre piedi dal piano superiore. Nel 1876 la casa fu restaurata. Il camino del XVII secolo fu rimosso e le modifiche del 1847 furono eliminate.[1]
- Whistley House. Si tratta di una casa del XVII secolo di due piani e soffitta, costruita in mattoni rossi con rivestimenti in pietra, conci con giunti a V e un basamento in bugnato.[1]
- Court Hill House. Casa di medie dimensioni del XVIII secolo di due piani e soffitta, a pianta quadrata, costruita in mattoni rossi con testate in mattoni blu, con rivestimenti in pietra lavorata e conci con giunti a V. Su un lato c'è un'estensione del XIX secolo.[1]
- Eastwall. Casa dei primi del XVI secolo che fu quasi interamente ricostruita nel 1772 in mattoni rossi. Il piano terra conserva i muri in pietra della casa precedente con alcune finestre a bifora originali. Nella seconda metà del XIX secolo la muratura fu grezza. Un pendio nel sito fa sì che una parte della casa abbia tre piani e un'altra due. All'interno ci sono alcuni pannelli del XVI secolo della casa precedente. Diverse stanze hanno pannelli del XVIII secolo e pezzi di camino sagomati a bolection. La porta d'ingresso originale in rovere con controsoffitto del XVI secolo è stata riutilizzata come porta interna. Dietro la casa ci sono i resti dei forni e dei birrifici originali. I giardini sono terrazzati e in parte recintati da un alto muro in mattoni rossi con pilastri a intervalli, ciascuno sormontato da un'urna in pietra scolpita. Il muro ha la data 1658 in grandi figure lavorate in mattoni blu, una data precoce per questa forma di disposizione del giardino. Vicino alla casa c'è una piccola casa a tre piani, a pianta rettangolare, costruita intorno al 1780 per ospitare due bambini che erano diventati pupilli del proprietario. L'interno è stato spogliato di tutte le sue caratteristiche.[1]
- The Little Tree. Si tratta di un olmo in cima a Potterne Field, a nord della parrocchia. Si dice che sia stato piantato dal generale Hunt Grubbe per commemorare la battaglia di Waterloo ed è segnato sulla mappa di Greenwood del 1820. Ha dato il nome One Tree Hill al rilievo su cui si trova.[1]